# Stefániai Imre
Stefániai Imre (Budapest (Hongria), 13 de desembre, 1885 – Santiago de Xile, 4 de juliol, 1959), va ser un pianista i compositor hongarès. Professor d'universitat.

## Biografia
Stefániai Imre, era fill de l'industrial txec Vilmos Stiepany i d'Emília Uhlik. Va ser alumne d'Istvan Tomka a Budapest, Ferruccio Busoni a Berlín, després Ernő Dohnányi. El 1914 s'instal·là a Espanya com a pianista de cort. Entre 1926 i 1936 va ser professor a l'Acadèmia de Música de Budapest, alhora assessor de la Ràdio Hongaresa i director de la Societat Liszt Ferenc. Des de 1929, va ser un dels directors de la revista "Muzsika". El 1930 va rebre el títol de conseller en cap del govern. Des de 1947 va viure a Xile com a cap del departament de música de la Pontificia Universidad Católica de Chile. El 1950-1957, va treballar com a membre permanent del comitè de jutges i president dels concursos de compositors nacionals en el marc de la Universitat de Xile. El 1956 va guanyar el primer premi amb la seva obra Hungarian Desert Scenes.

## Les seves obres principals
- Simfonia Elga
- Preludis (1934)
- Imatges hongareses (1935)

## La seva vida privada
Els seus cònjuges

- Lujza Benlliure Leopolda. Es van casar el 23 de juliol de 1914 a Budapest. Es van divorciar el 1928.[2]
- Márta Júlia Sarolta Kováts de Keveháza. Es va casar amb ella a Budapest el 13 de novembre de 1932.[3] Es van divorciar.
- La pianista László Margit. Es van casar a Budapest el 29 d'octubre de 1938.[4]